# Omanosaura jayakari
Omanosaura jayakari är en ödleart som beskrevs av George Albert Boulenger 1887. Omanosaura jayakari ingår i släktet Omanosaura och familjen lacertider. Inga underarter finns listade i Catalogue of Life. Artepitet i det vetenskapliga namnet hedrar den indiska läkaren Atmaram S. Jayakar som hittade typexemplaret.
Arten förekommer i bergstrakter i Oman och i Förenade Arabemiraten. Honor lägger ägg. Ödlan lever i låglandet och i bergstrakter upp till 1700 meter över havet. Exemplaren vistas i flodbäddar och på odlingsmark. De äter insekter, groddjur och mindre kräldjur samt växtdelar. Honor lägger ägg.
Några populationer påverkas av landskapsförändringar. Hela beståndet anses vara stabilt. IUCN kategoriserar arten globalt som livskraftig.